# Battleship (film)
Pour les articles homonymes, voir Battleship et Bataille navale (homonymie).
Pour plus de détails, voir Fiche technique et Distribution.
Battleship ou Bataille navale au Québec est un film de science-fiction coproduit et réalisé par Peter Berg et sorti en 2012. Il s’agit du nom anglophone du jeu de société bataille navale, dont un passage du film est inspiré. La société spécialisée dans les jouets Hasbro participe à la production.
Le film reçoit des critiques globalement négatives et est un échec commercial.

## Synopsis
En 2005, des scientifiques découvrent dans le système solaire Gliese une exoplanète qu'ils baptisent « planète G », dont le climat semble proche de celui de la Terre. En 2006, la NASA lance le projet international Beacon pour envoyer un signal jusqu'à cette planète en construisant un système de communication cinq fois plus puissant que ceux existant alors. Chaque jour, quand le satellite Landsat 7 est à l'aplomb de la station de communication de Saddle Ridge, sur l'île d'Oahu, dans l'archipel d'Hawaï, le signal est émis vers le satellite. Celui-ci amplifie le signal pour le relayer à travers l'espace jusqu'à la planète G.
Au même moment, dans un bar sur Oahu, Stone Hopper, capitaine de frégate de la marine américaine, arrose en tête-à-tête le vingt-sixième anniversaire de son frère cadet Alex. Stone reproche à Alex son immaturité, d'être sans emploi et lui dit qu'il doit prendre sa vie en mains. Cependant, Alex n'écoute pas ; il n'est intéressé que par la jolie demoiselle aux longs cheveux blonds qui vient d'entrer dans le bar. Celle-ci arrive trop tard, le tenancier lui explique que la cuisine du bar est fermée et qu'il ne peut pas lui servir à cette heure-ci le burrito au poulet qu'elle demande. Pour la draguer, Alex lui promet de lui apporter son burrito dans les cinq minutes. Alex court de l'autre côté de la route jusqu'à la supérette, que la tenancière est en train de fermer. Alex lui demande de rouvrir, mais elle refuse et s'en va. Alex escalade le bâtiment, défonce le plafond et s'écrase à l'intérieur du magasin. Il prend un burrito, le réchauffe au four à micro-ondes et dépose de l'argent sur le comptoir. Il tente de ressortir par le trou qu'il a fait dans le plafond, mais retombe et démolit une partie d'un rayon. Stone entend une sirène de police à l'extérieur, il sort du bar et voit Alex courir vers le bar, burrito à la main, poursuivi par les policiers. Alex provoque un carambolage en traversant la route. La demoiselle est sortie du bar et regarde la scène. Comme Alex ne leur obéit pas, les policiers lui tirent une décharge de taser. Alex s'écroule et rampe jusqu'à celle qu'il veut conquérir en lui tendant son burrito. Elle l'attrape juste au moment où Alex est terrassé par une deuxième décharge. Il a réussi à la séduire.
Alex a été relâché et prend un bain glacé dans la baignoire de Stone. Celui-ci lui hurle qu'il est excédé par ses frasques. Il lui apprend que la demoiselle qu'il a draguée est la fille de l'amiral Shane, son supérieur hiérarchique. Stone oblige Alex à s'engager dans la marine.
En 2012, au large d'Oahu, ont lieu les grandes manœuvres RIMPAC. Un tournoi de football est organisé avant le début des manœuvres militaires. La finale oppose l’équipe du Japon à celle des États-Unis. L’équipe des États-Unis, dont Alex est le capitaine et Stone le gardien, comprend entre autres le maître d'équipage Jimmy « Ordy » Ord et le second-maître Cora Raikes. Le Japon mène 2 à 0. Alex réduit le score 2 à 1. Dans les arrêts de jeu, une minute avant la fin du match, alors qu’il avait une occasion d'égaliser, Alex reçoit un coup de pied du capitaine de vaisseau Yugi Nagata dans la figure. Alex exige de tirer le pénalty et le ballon passe très au-dessus de la cage de but.
Alex et Sam s'aiment passionnément. Il lui promet qu'il va la demander en mariage à son père, bien qu'il appréhende beaucoup de faire cette demande à son supérieur.
Le porte-avions USS Ronald Reagan dirige une flotte internationale composée entre autres des destroyers américains de classe Arleigh Burke USS Sampson et USS John Paul Jones et du destroyer Myōkō (en) de la classe Kongō de la flotte japonaise. L'amiral Shane, qui va diriger les manœuvres, prononce son discours inaugural sur le navire musée USS Missouri, cuirassé de la classe Iowa. Alex arrive en retard. Alex est terrifié par le regard qu’a l’amiral Shane sur lui. Il se cache dans les toilettes pour répéter sa demande en mariage. Nagata entre dans les toilettes et l’entend parler tout seul. Alex vexé par sa remarque, se moque de lui. Ils se battent. Ils sont convoqués et sermonnés par leurs supérieurs. L'amiral est déconcerté par le fait qu'Alex connaisse la citation d’Homère « Pilote garde ce bateau, au large des brisants ou des embruns, ou tu plongeras vers la destruction ». Alex décline la proposition du premier maître Walter « Beast » Lynch de parler de ses problèmes.
Les manœuvres commencent. Alex est convoqué sur le Sampson par Stone qui lui annonce que le procureur militaire lui a appris qu’Alex va être renvoyé de la marine, à leur retour à terre une fois les manœuvres terminées. Sam est chargée de s’occuper du lieutenant-colonel Mick Canales qui est aigri d'avoir été amputé des jambes et n’arrive pas à s’habituer à ses prothèses métalliques. Sam l’emmène faire une marche sur la montagne. Alex téléphone à Sam et lui avoue qu’il n’a pas encore réussi à la demander en mariage à son père, mais qu’il le fera de retour au port.
Cinq vaisseaux extraterrestres en provenance de la planète G se dirigent droit sur l'origine du signal : la station de Saddle Ridge. L'un des cinq vaisseaux (celui responsable des communications) percute un satellite en orbite. Tous les deux sont détruits. Les débris du vaisseau de communications s'écrasent sur Hong Kong, provoquant d'importants dégâts, et également en Écosse, en Allemagne, en France et dans l'Iowa. Les quatre autres vaisseaux s'immergent à proximité d'Hawaï.
Les radars ne détectent pas les quatre objets qui se sont immergés au large d’Hawaï. L’amiral envoie le Sampson, escorté du John Paul Jones et du Myōkō, observer le secteur. Un échantillon d’un des morceaux du vaisseau qui s’est écrasé sur Hong-Kong est analysé par les Chinois. Il est constitué d’éléments qui ne se trouvent pas dans le tableau périodique, à part du lawrencium.
Ordy repère aux jumelles la partie émergée d'un bâtiment. Ce dernier n’est détecté par aucun des radars. Stone envoie une équipe sur un canot pour observer de plus près les objets. L'équipe est constituée d'Alex, Raikes et Beast. Alex grimpe sur la partie émergée du vaisseau. En touchant sa surface, il reçoit une décharge électrique, et est projeté dans l'océan. Un champ de force sphérique infranchissable jaillit des deux plate-formes. Toutes les communications sont brouillées par ce champ et un avion de chasse s'écrase sur celui-ci. Trois vaisseaux extraterrestres émergent autour du premier. Le champ de force a une altitude de 300,000 pieds et 2 nautiques d’épaisseur.
Les seuls bateaux présents à l'intérieur du champ de force sont les destroyers Sampson, John Paul Jones et Myōkō. Le Sampson tente d'établir une communication en faisant sonner sa corne de brume. Un vaisseau répond par une onde sonore dévastatrice. Le John Paul Jones tire un coup de semonce. Le vaisseau extraterrestre riposte, un projectile touche la passerelle, tuant les officiers supérieurs. Le Sampson tire à son tour, mais il est entièrement détruit par la suite, sans aucun survivant.
Alex remonte à bord du John Paul Jones et apprend qu'il est le plus haut gradé survivant et que par conséquent, il est le commandant du navire. Alex, décidé à venger la mort de son frère malgré l'avis défavorable de son équipage, décide d'avancer vers l'ennemi et se prépare à tirer. Le Myōkō restant en retrait soutient l'attaque en tirant sur un vaisseau. Les extraterrestres ripostent, le Myōkō subit des dégâts très graves et ne tarde pas à couler. Alex finit par entendre raison et renonce à tirer. Les membres d'équipage survivants du Myōkō sont recueillis sur le John Paul Jones. Le vaisseau principal projette trois sphères crantées rotatives en direction d'Oahu. Une navette décolle du vaisseau amiral extraterrestre et se dirige vers Oahu. Deux des sphères rotatives anéantissent tous les hélicoptères de la base aéronavale. La troisième sphère crantée détruit les piliers de soutènement de l'autoroute, qui s'effondre.
La randonnée de Sam et Mick est interrompue par des policiers qui leur ordonnent de quitter la montagne à cause d'une menace non-identifiée. Les policiers continuent leur patrouille sur la montagne et sont tués par les extraterrestres. Sur le John Paul Jones, l'équipage repêche le corps d'un extraterrestre et commence à l'examiner. Celui-ci reprend conscience, entre en contact télépathique avec Alex qui voit des images de guerre extraterrestre et de destruction d'une planète. D'autres extraterrestres surgissent récupèrent leur congénère et évacuent le navire. Un des extraterrestres est resté à bord pour détruire le moteur du navire, Beast tente de l'en empêcher, Alex et Raikes interviennent. Alex l'entraîne à sa poursuite à travers le bateau jusque sur le pont pour l'attirer dans la ligne de mire d'un canon. Raikes lui tire dessus et le tue.
Sam et Mick rencontrent le scientifique Cal Zapata, responsable de la station de Saddle Ridge, qui les informe que les extraterrestres ont pris le contrôle de la station. Ils comprennent que ces vaisseaux sont des éclaireurs ayant pour objectif d'établir une tête de pont et s'activent pour faire émettre la station au moment où Landsat 7 sera à son aplomb pour contacter leur planète d'origine. En essayant le casque de l'extraterrestre, Ordy découvre que les extraterrestres, comme son reptile domestique, sont aveuglés par une lumière intense, comme celle du Soleil.
Les humains comprennent qu'il faut détruire l'installation extraterrestre de la station de Saddle Ridge. Les trois vaisseaux de combat extraterrestres patrouillent autour d'Oahu. Le John Paul Jones arrive à les détruire sans subir de nouveaux dégâts, mais deux sphères rotatives surgissent et détruisent le John Paul Jones. Les deux sphères tombent dans l'océan et coulent. La majorité de l'équipage du John Paul Jones a survécu.
Alex a l'idée de remettre en service le Missouri avec l'aide des militaires retraités qui connaissent le fonctionnement du navire. Ils entreprennent le bombardement de l'installation extraterrestre de la station de Saddle Ridge, mais le vaisseau amiral extraterrestre leur barre la route. Lors de l'affrontement, le Missouri est endommagé, mais il a infligé d'importants dégâts au vaisseau-mère, touchant notamment la plateforme émettrice du champ de force. Le champ de force disparait, les communications sont rétablies. Le vaisseau extraterrestre projette trois sphères crantées rotatives en direction du Missouri. Celui-ci tire son dernier obus sur la station de communication et la détruit avant que les extraterrestres aient pu émettre un message vers leur planète. Alors que l'équipage du Missouri se croit perdu, les avions de chasse surgissent et détruisent en vol les sphères crantées et achèvent le vaisseau amiral extraterrestre.
Stone est décoré de la Navy Cross à titre posthume par l'amiral Shane. Il la remet à Alex, qu'il décore ensuite de la Silver Star. Alex ose alors demander Sam en mariage à l'amiral. Celui-ci lui répond négativement d'un ton péremptoire. Puis, il l'invite en plaisantant à venir en discuter en mangeant.
Scène post-générique
En Écosse, trois adolescents rentrant de l'école, découvrent une sorte de grosse météorite au milieu d'un champ. Ils tapent dessus avec des gourdins, sans résultat. Jimmy, le père de l'un d'eux arrive dans sa camionnette, les rejoint, tape sur l'objet avec un marteau, celui-ci sonne creux. Malgré son acharnement, ses tentatives pour l'ouvrir avec un burin, puis à la tronçonneuse, échouent. Il découpe au chalumeau une trappe dans l'objet. Ils ouvrent la trappe et tous les quatre se penchent pour regarder à l'intérieur. Ils s'enfuient terrorisés en voyant une main d'extraterrestre agripper le bord du trou qu'ils ont fait dans la capsule de sauvetage du vaisseau de communications.

## Fiche technique
- Titre original : Battleship
- Titre québécois : Bataille navale
- Réalisation : Peter Berg
- Scénario : Eric Hoeber et Jon Heober, basé sur le jeu de société appelé bataille navale (Battleship)[3]
- Direction artistique : Tom Frohling, Aaron Haye, Scott P. Murphy et William Ladd Skinner
- Décors : Neil Spisak
- Costumes : Louise Mingenbach et Kimberly A. Tillman
- Photographie : Tobias A. Schliessler
- Montage : Colby Parker Jr., Billy Rich et Paul Rubell
- Son : Gregory King
- Musique : Steve Jablonsky
- Production : Peter Berg, Brian Goldner, Duncan Henderson, Bennett Schneir, Scott Stuber (en) et Sarah Aubrey
- Sociétés de production : Hasbro Studios, Film 44, Stuber Productions, Battleship Delta Productions
- Sociétés de distribution : Universal Pictures (États-Unis), Universal Pictures International France (France)
- Sociétés des effets spéciaux : Industrial Light & Magic et Makeup Effects Laboratories
- Budget : 209 millions de dollars[4]
- Pays de production :  États-Unis
- Langue originale : anglais
- Format : couleur — 2.35 : 1 — 35 mm — SDDS
- Genre : Guerre et science-fiction
- Durée : 131 minutes
- Dates de sortie :
  - Japon : 3 avril 2012 (avant-première mondiale)
  - Belgique, France : 11 avril 2012
  - États-Unis, Québec : 18 mai 2012

## Distribution
Voix française = VF, ; voix québécoise = VQ
- Taylor Kitsch (VF : Rémi Bichet et VQ : Martin Watier[8]) : le lieutenant Alex Hopper, officier de conduite de tir du destroyer John Paul Jones
- Alexander Skarsgård (VF : Nessym Guetat et VQ : Frédéric Paquet) : le capitaine de frégate Stone Hopper, commandant du destroyer Sampson, frère aîné d'Alex
- Rihanna (VF : Claire Morin et VQ : Rachel Graton) : le second-maître Cora Raikes sur le destroyer John Paul Jones
- Brooklyn Decker (VF : France Renard et VQ : Véronique Marchand) : Samantha « Sam » Shane, kinésithérapeute, amoureuse d'Alex
- Tadanobu Asano (VF : Stéphane Fourreau et VQ : Paul Sarrasin) : le capitaine de vaisseau Yugi Nagata, commandant du croiseur Myōkō (en)
- Hamish Linklater (VF : Damien Ferrette et VQ : Pierre-Yves Cardinal) : Cal Zapata, scientifique
- Liam Neeson (VF : Daniel Beretta et VQ : Éric Gaudry) : l'amiral Terrance Shane, commandant de la flotte du pacifique, père de Samantha
- Peter MacNicol (VF : Denis Boileau et VQ : Benoît Brière) : le secrétaire de la Défense
- Jesse Plemons (VF : Juan Llorca et VQ : Nicholas Savard L'Herbier) : maître d'équipage Mate Seaman Jimmy « Ordy » Ord
- Gregory D. Gadson (VF : Jean-Paul Pitolin) : le lieutenant-colonel Mick Canales
- Josh Pence : le second-maître Moore
- Adam Godley : le docteur Nogrady
- Gary Grubbs : le chef de l'US Air Force
- Stephen Bishop : OOD Taylor sur le John Paul Jones
- Rami Malek : l'officier de garde
- Jerry Ferrara : JOOD Strodell sur le Sampson
- Louis Lombardi : le barman
- Peter Berg : le second canonnier sur le John Paul Jones (caméo)
- Adrian Bellani : l'enseigne de vaisseau de deuxième classe Chavez
- John Tui (en) (VF : Gilles Morvan et VQ : Tristan Harvey) : le premier maître Walter « Beast » Lynch
- Griff Furst : un technicien BIP
- Michelle Arthur (en) : la présentatrice du journal télévisé anglais
- Jackie Johnson (en) : elle-même
- John Bell : Angus

Photos des acteurs principaux
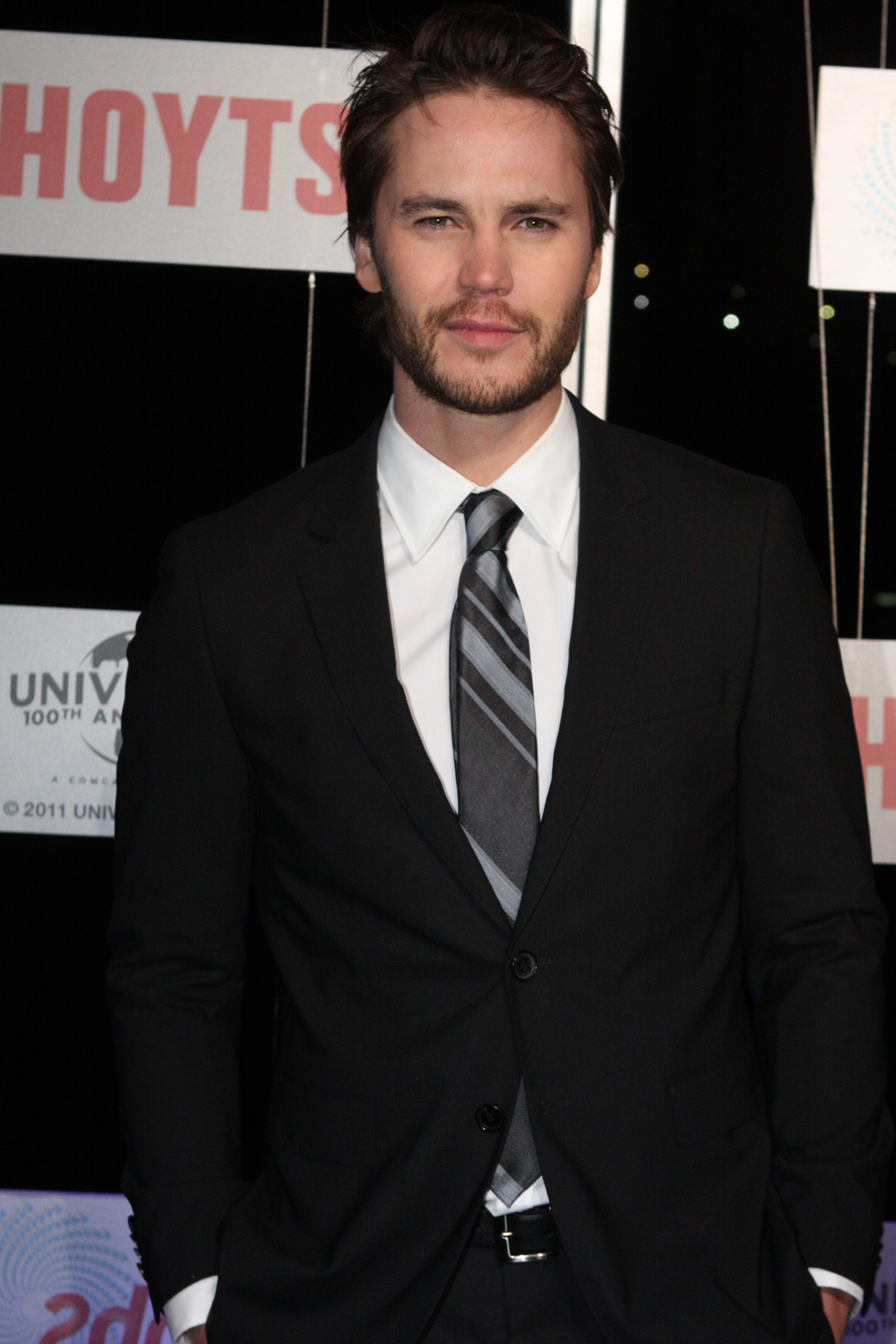
Taylor Kitsch interprète le lieutenant Alex Hopper
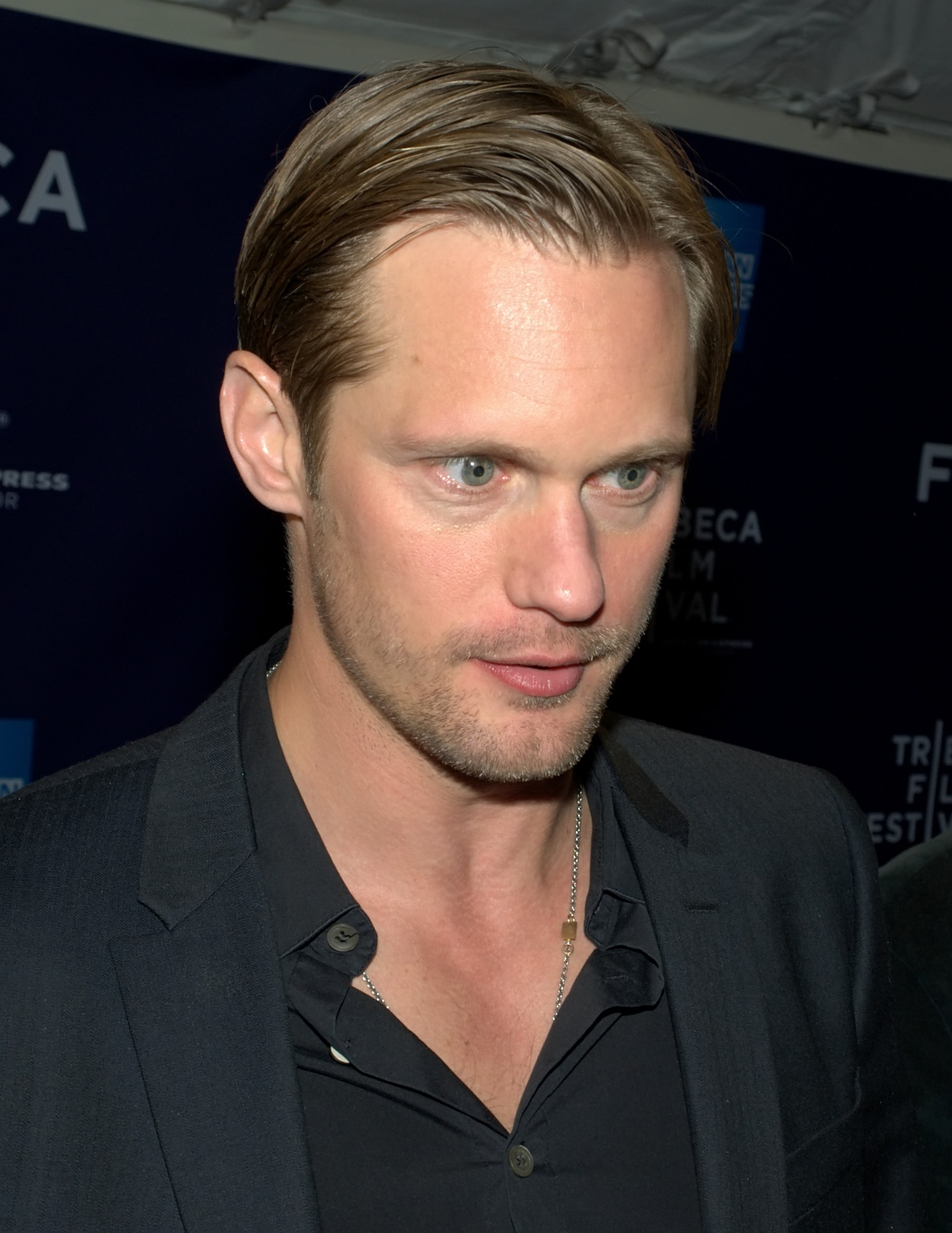
Alexander Skarsgård interprète le capitaine de frégate Stone Hopper, commandant du destroyer Sampson
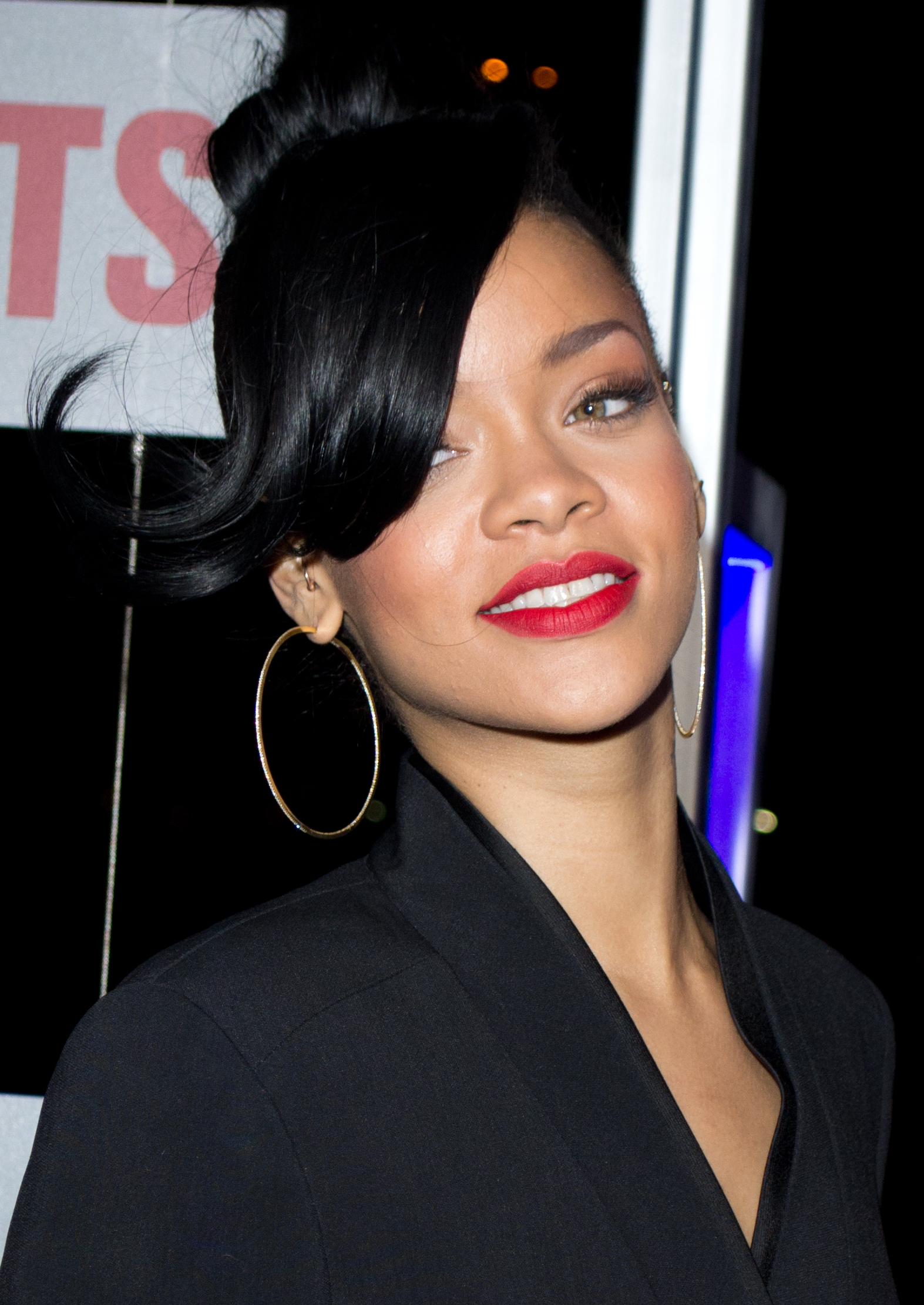
Rihanna interprète le second-maître Cora Raikes du destroyer John Paul Jones
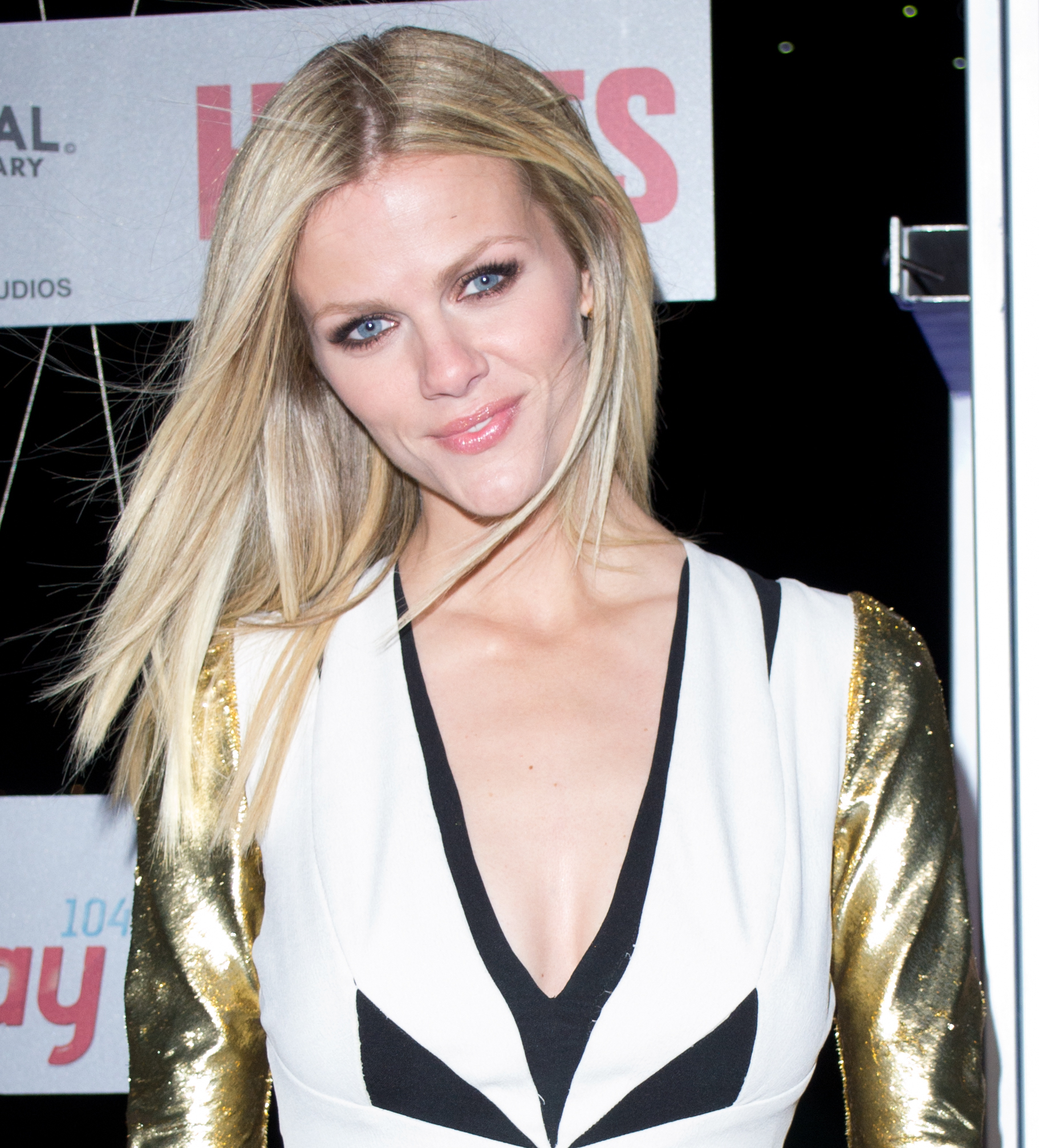
Brooklyn Decker interprète Samantha « Sam » Shane
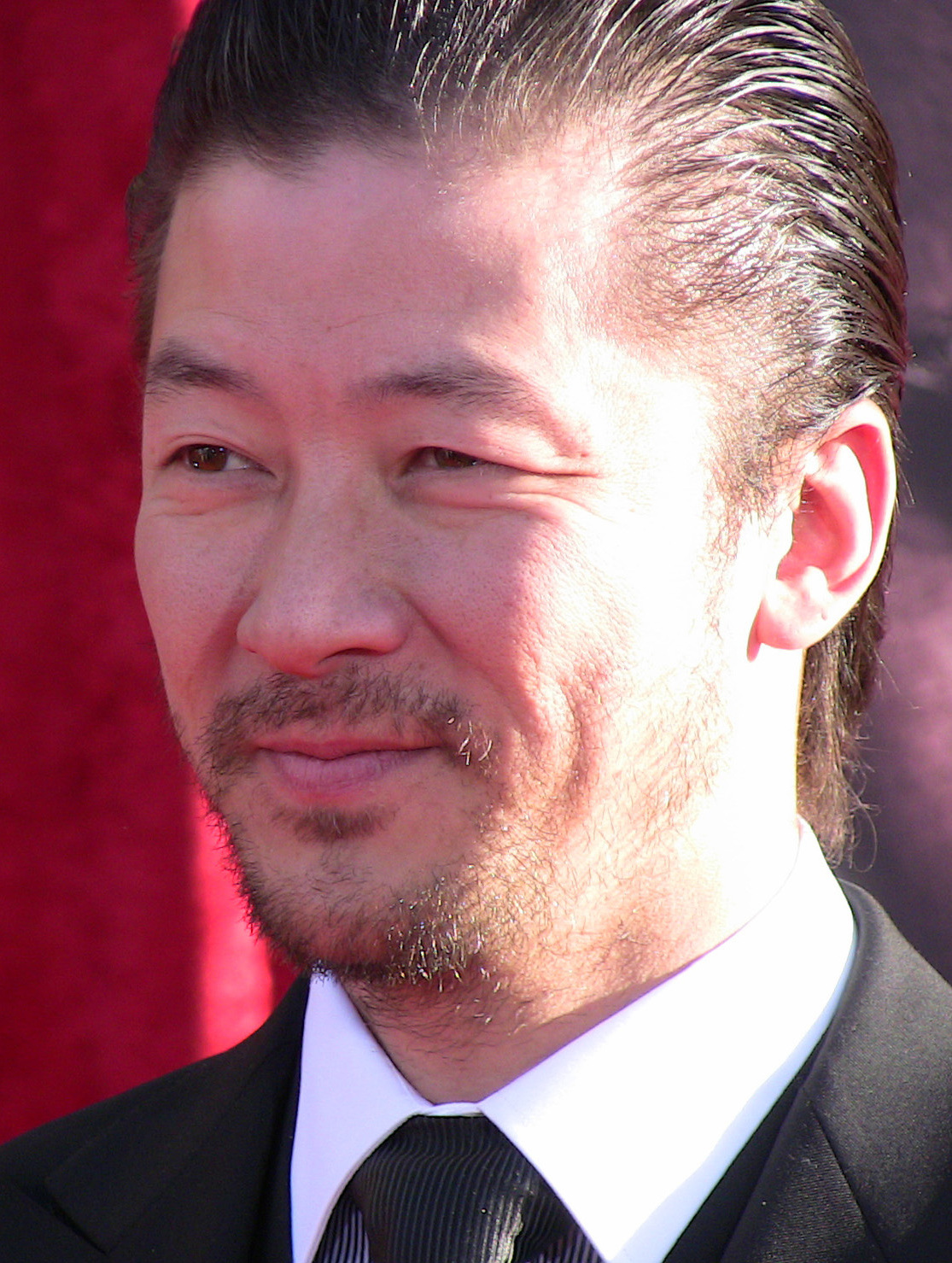
Tadanobu Asano interprète le capitaine de vaisseau Yugi Nagata
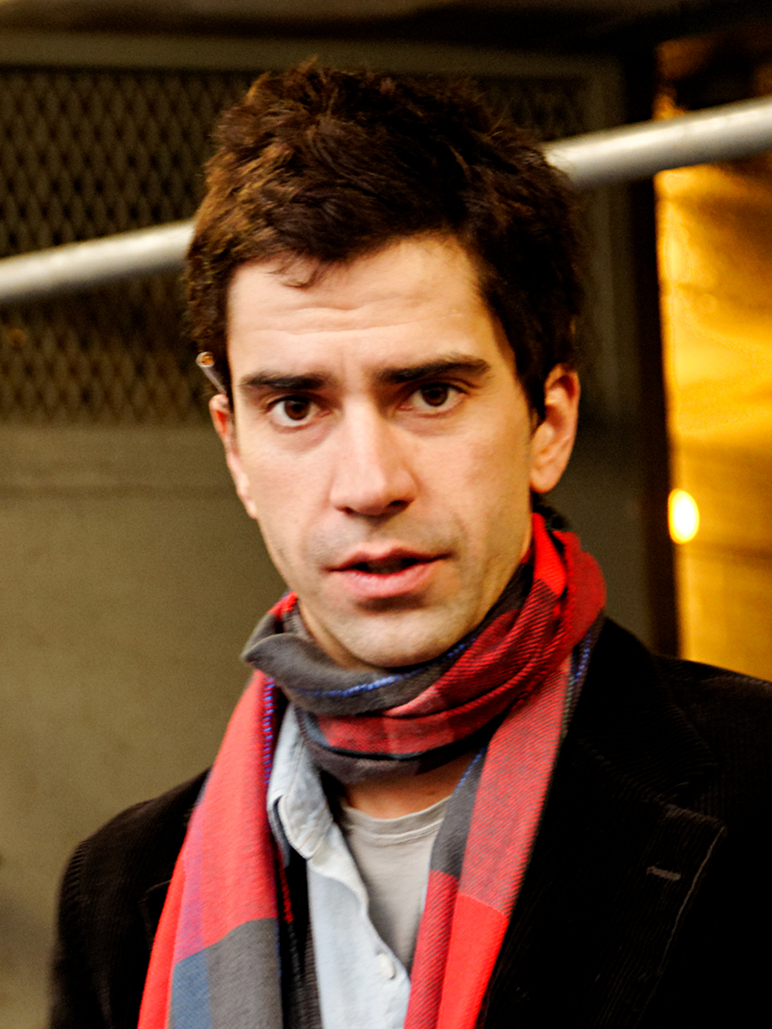
Hamish Linklater interprète Cal Zapata
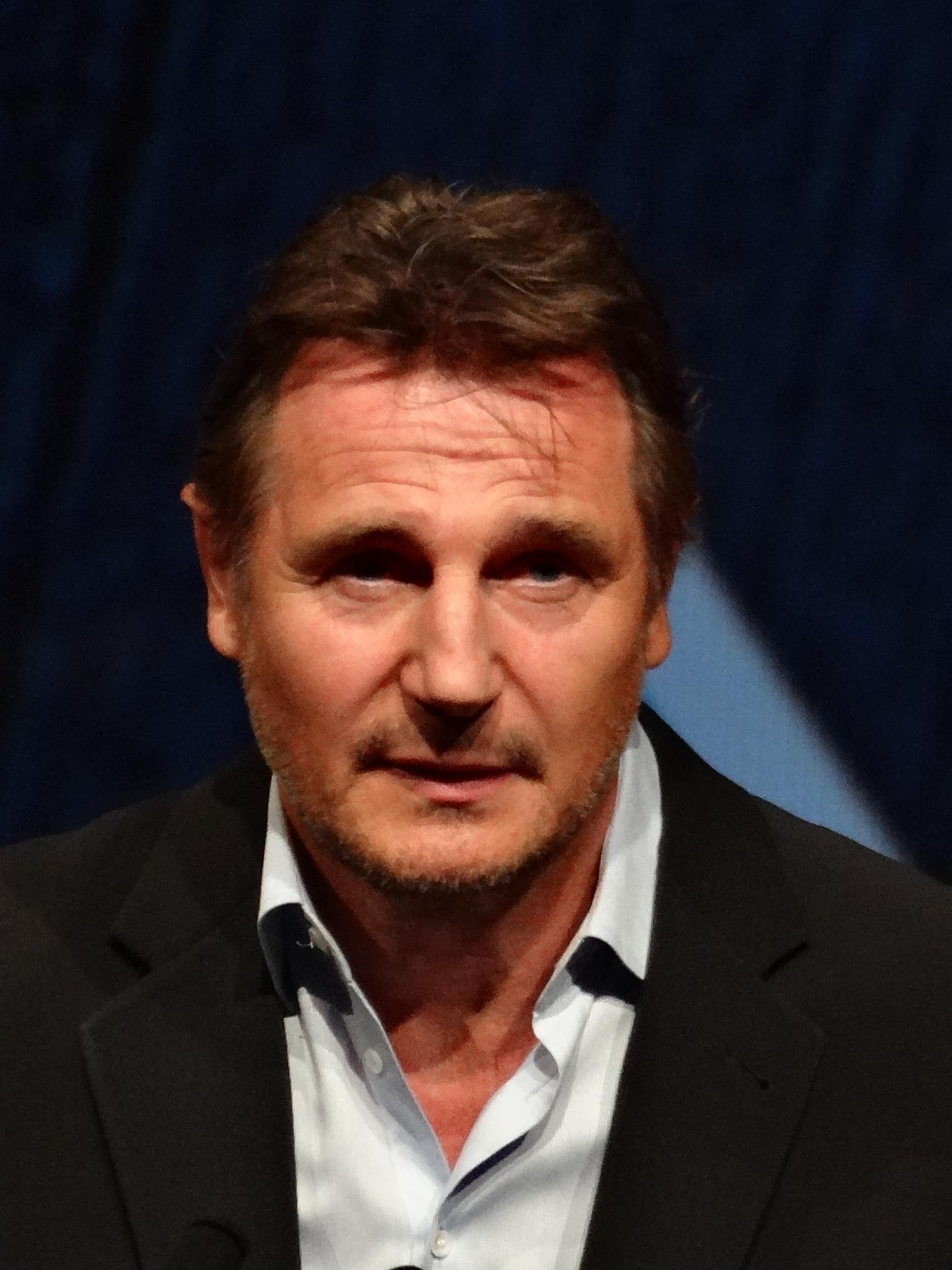
Liam Neeson interprète l'amiral Terrance Shane
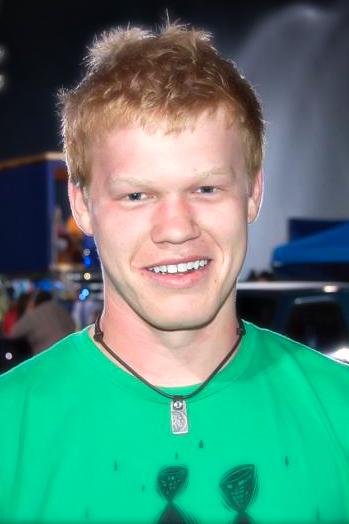
Jesse Plemons interprète le maître d'équipage Mate Seaman Jimmy « Ordy » Ord

## Production

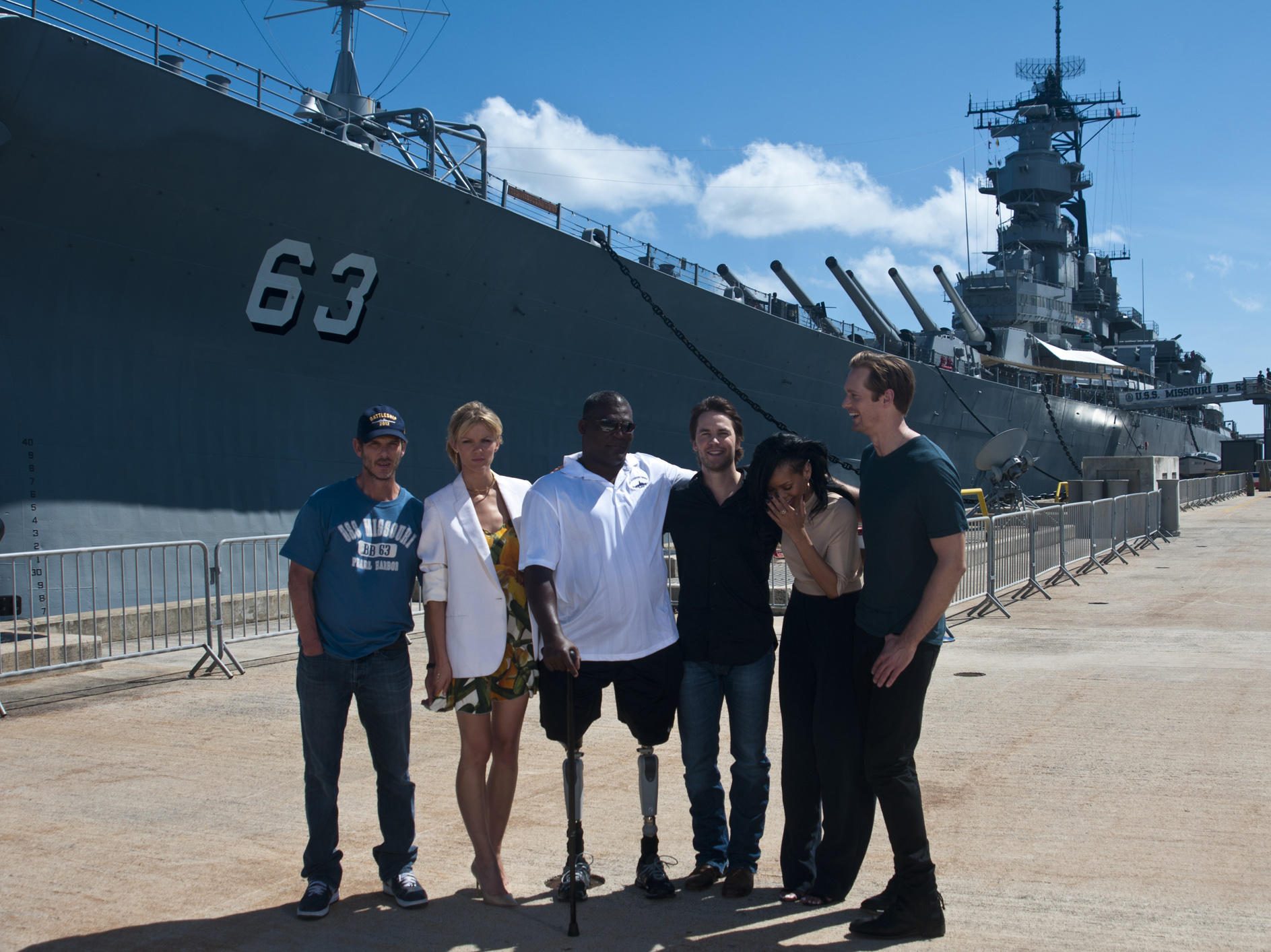
L'équipe du film autour du colonel Gregory D. Gadson, et devant le USS Missouri Memorial, à la base de Pearl Harbor-Hickam.

Selon le générique de fin, le tournage, à Oahu (base de Pearl Harbor, base de Kaneohe Bay et Kualoa Ranch (en)), à Baton Rouge (à bord du navire-musée USS Kidd), à San Antonio (au Center for the Intrepid, un hôpital militaire de réadaptation), à San Diego (sur la base navale) et à Hong Kong, a bénéficié de la collaboration des équipages du porte-avions USS Ronald Reagan, du porte-hélicoptères Bonhomme Richard, des destroyers John Paul Jones, Russell, Benfold, Hopper, Sampson et Kirishima (en) (ce dernier, de la classe Kongo, est un Arleigh Burke de fabrication japonaise), ainsi que des équipes du mémorial du cuirassé Missouri.

### Attribution des rôles
Le lieutenant-colonel Mick Canales est joué par le colonel Gregory D. Gadson, un soldat américain blessé gravement en Irak. En 2007, son véhicule explose sur un engin explosif improvisé, le privant de ses deux jambes et lui infligeant de graves séquelles au bras droit.

### Musique
Sauf indication contraire, les informations mentionnées dans cette section peuvent être confirmées par le générique de fin de l'œuvre audiovisuelle présentée ici, ainsi que par la base de données cinématographiques IMDb,  présente dans la section « Liens externes ».
- Interstate Love Song (en) par Stone Temple Pilots de 1994 (sur Oahu, dans le bar, Stone arrose l'anniversaire d'Alex).
- Everybody Wants You (en) par Billy Squier (en) de 1982 (suite de l'anniversaire d'Alex, entrée de Sam dans le bar, Alex souffle sa bougie et drague Sam).
- The Pink Panther Theme par Henry Mancini de 1963 (Alex s'introduit par effraction dans la supérette en face du bar).
- My Lai par Lucky Clark (Alex court, pourchassé par les policiers, provoque un carambolage et est tasé devant le bar).
- Gold on the Ceiling (en) par The Black Keys de 2012 (le match de la finale du tournoi de football Japon/États-Unis).
- One Lovely Day par Citizen Cope (sur la plage, Alex et Sam s'embrassent passionnément).
- Hang ‘Em High par Dropkick Murphys (Alex et Sam en retard pour le discours inaugural sur le Missouri se garent sur la jetée ; en Écosse, les 3 collégiens trouvent la capsule de sauvetage du vaisseau de communications et s'acharnent à l'ouvrir avec le père de l'un d'eux).
- Blue Suede Shoes par Josh Max de 1955 (après le discours inaugural des manœuvres RIMPAC sur le Missouri).
- Hard as a Rock par AC/DC de 1995 (début des grandes manœuvres RIMPAC au large d'Oahu).
- I Gotsta Get Paid par ZZ Top de 2012 (Sam arrive sur son lieu de travail : le centre de rééducation de la Marine d'Oahu).
- Le Beau Danube bleu par l'orchestre philharmonique royal de 1866 (les écouteurs dans les oreilles, Cal Zapata occupé, n'entend pas Danny, son stagiaire qui l'appelle).
- Sentimental Journey par Bud Green, Les Brown, Ben Homer de 1945 (chantonné par Cora Raikes sur le canot envoyé observer les vaisseaux extraterrestres de plus près).
- Thunderstruck par AC/DC de 1990 (remise en service du cuirassé Missouri).
- The Funeral (en) par Band of Horses de 2006 (séance de photos après la cérémonie de remise de décorations).
- Fortunate Son par Creedence Clearwater Revival de 1969 (début du générique de fin).
- Super Battle par Tom Morello.

#### Bande originale
Musiques non mentionnées dans le générique
Par Steve Jablonsky :
- First transmission, durée : 3 min 17 s.
- The art of war, durée : 4 min 31 s.
- Full attack, durée : 3 min 53 s.
- You're going to the Navy, durée : 1 min 1 s.
- The Beacon project, durée : 5 min 7 s.
- Objects make impact, durée : 4 min 38 s.
- First contact Part 1, durée : 1 min 51 s.
- First contact Part 2, durée : 2 min 8 s.
- It's your ship now, durée : 4 min 4 s.
- Shredders, durée : 4 min 5 s.
- Regents are on the Mainland, durée : 2 min 43 s.
- Trying to communicate, durée : 3 min 15 s.
- Water displacement, durée : 2 min 18 s.
- Buoy grid battle, durée : 3 min 2 s.
- USS John Paul Jones, durée : 2 min 29 s.
- We have a battleship, durée : 2 min 49 s.
- Somebody's gonna kiss the Donkey, durée : 4 min 33 s.
- Thug fight, durée : 3 min 29 s.
- Battle on land and sea, durée : 2 min 48 s.
- Silver Star, durée : 1 min 54 s.
- The aliens, durée : 4 min 17 s.
- Planet G, durée : 3 min 59 s.
- Hopper, durée : 3 min 15 s.

## Sortie et accueil

### Accueil critique
Sur l'agrégateur américain Rotten Tomatoes, le film récolte 34 % d'opinions favorables pour 221 critiques. Sur Metacritic, il obtient une note moyenne de 41⁄100 pour 39 critiques.
En France, le site Allociné propose une note moyenne de 2,3⁄5 à partir de l'interprétation de critiques provenant de 23 titres de presse. En revanche, les spectateurs accueillent plus favorablement le film, en accordant la note de 2,5/5.
- Dans Les Inrockuptibles, Jacky Goldberg voit dans le film « Une parade militaire géante filmée avec une frénésie mi-lyrique, mi-parodique », ainsi qu'un « petit miracle » et salue « son authentique drôlerie et la virtuosité de sa mise en scène »[13].
- Dans L'Express, Julien Welter écrit « Le résultat est grotesque. (...) il suinte tellement la testostérone qu'il en devient insupportable : le héros est un bellâtre de magazine qui doit sauver une blonde bonnet G tandis qu'un cul-de-jatte se bat à mains nues contre un E.T. et que des retraités de la Navy rejouent Pearl Harbor sur du AC/DC. »

### Box-office
Malgré son budget de 209 millions de dollars, le film est un échec commercial,. Il n'a rapporté que 303,1 millions de dollars dont seulement 65,2 millions aux États-Unis.

## Distinctions
Le film a été nommé sept fois à la 33e cérémonie des Razzie Awards. Rihanna y remporte notamment le trophée de pire actrice dans un second rôle.

## Adaptation
Le film a été adapté en jeu vidéo sur Wii, PlayStation 3, Xbox 360, Nintendo DS et Nintendo 3DS sous le titre Battleship.